# Eupithecia cheituna
Eupithecia cheituna är en fjärilsart som beskrevs av Brandt 1938. Eupithecia cheituna ingår i släktet Eupithecia och familjen mätare. Inga underarter finns listade i Catalogue of Life.